# Auberville-la-Manuel

Auberville-la-Manuel este o comună în departamentul Seine-Maritime, Franța. În 1 ianuarie 2022 avea o populație de 138 de locuitori.